# Palazzo Diotti
Palazzo Diotti, noto anche come palazzo della Prefettura, è un edificio storico di Milano situato in corso Monforte al civico 31.

## Storia e descrizione
Il complesso su cui sorse il palazzo risale alla seconda metà del XVIII secolo quand'era sede del Collegio dei Padri Somaschi, in seguito fu comprato da Giovan Battista Diotti, appartenente ad una famiglia di recente ricchezza che mirava mediante la commissione di un importante palazzo ad elevare il proprio status di parvenu. La costruzione iniziò nel 1782 su progetto dello stesso Diotti, architetto dilettante, per essere aiutato in seguito da Giuseppe Piermarini, che tuttavia non concluse il progetto lasciandone la conclusione a Pietro Gilardoni nel 1817. La fortuna della famiglia Diotti non durò tuttavia a lungo e nel 1803 fu costretta a cedere il palazzo al Regno d'Italia.
L'imponente fronte del palazzo è composto da due avancorpi laterali ed un corpo centrale arretrato: centrato sulla facciata è il portale a pronao tetrastilo di ordine dorico che regge un balcone, mentre il resto del pian terreno è decorato in bugnato liscio. Al piano nobile vi sono finestre decorate con architravi sovrastati da timpani triangolari, mentre al secondo piano le finestre sono decorate da semplici cornici in pietra. Degni di nota all'interno del palazzo si segnalano gli affreschi di Andrea Appiani.